# 毛尖茶
毛尖茶，一种茶叶品种，源产地在中国，其中，最有名气的是被誉为中国十大名茶的「信阳毛尖」（绿茶）和「都匀毛尖」（绿茶）。
此外，尚有北港毛尖（黄茶）、鹿苑毛尖（黄茶）、黄山毛尖（绿茶）、覃塘毛尖（绿茶）等。